# 山口純
山口 純（やまぐち じゅん、1990年5月13日 - ）は、日本の男性歌手、ファッションモデル、タレント。兵庫県出身。身長187cm。立命館大学卒業。
男性アイドルグループ・新選組リアンの元メンバー。

## 略歴
小学5年から中学2年までの4年間、カナダで過ごした帰国子女。特技はフットサル、英語。大学では第二外国語にスペイン語を選んでいる。尊敬する人物は阿部寛。
2007年、『MEN'S NON-NO』の専属モデルオーデションで3000人以上の中から選ばれた。同年から同誌の専属モデルとして活動する。
2009年、島田紳助プロデュースの京都を中心とする地域密着型の大学5人組アイドルユニット・新選組リアンのメンバーに選ばれる。メンバー最年少で、身長は最も高い。
2010年、単独で映画『明日やること ゴミ出し 愛想笑い 恋愛。』に初出演、公開初日の舞台挨拶に参加した。
2014年10月に新選組リアンが解散。

## 出演
※グループでの活動は新選組リアンも参照

### TV
- 人生が変わる1分間の深イイ話（2009年、日本テレビ）
- 行列のできる法律相談所（2009年、日本テレビ）
- しゃべくり007（2009年、日本テレビ）
- スッキリ!!（2009年、日本テレビ）
- クイズ!紳助くん（2009年、日本テレビ）
- クイズ!ヘキサゴンII（2009年、2010年、フジテレビ）
- HEY!HEY!HEY! MUSIC CHAMP（2009年、2010年、NHK大阪）
- あほやねん!すきやねん!（2009年、2010年、フジテレビ）
- 紳助社長のプロデュース大作戦!（2010年、TBS）
- なら婚（2014年、日本テレビ）
- 踊る!さんま御殿!!（2017年、日本テレビ）

### 舞台
- THE 大航海デイズ（2012年11月、脚本：西野亮廣(キングコング)、神保町花月）
- ホス探へようこそ（2013年1月）竜胆 役
- 戦国ホスト倶楽部 / 戦国ホスト倶楽部2号店（2013年4月）織田ノブ郎 役
- 月夜の森の置き土産（2013年10月、神保町花月）
- ピラミッドだぁ！（2014年2月4日 - 2月11日、脚本：西野亮廣(キングコング)、神保町花月）
- わびらいぶ（2014年11月）
- ソングドリーマーズ（2015年5月）
- うたかたSUMMER TIME（2015年7月23日-26日、Cafe&BAR 木星劇場）
- しっぽのなかまたち　朗読劇（2015年8月）
- アイドルR（2015年10月2日-4日、池袋GEKIBA）
- パジェロ！パジェロ！パジェロ！（2016年）初主演
- RANPO chronicle 【虚構のペルソナ】（2016年11月）
- ハッピークイーンとイバラ姫（2017年3月、四谷フラワースタジオ）
- サイバーパンク朗読劇「RAYZ OF LIGHT」（2017年5月、シダックスカルチャーホール）
- サイバーパンク朗読劇「RAYZ OF LIGHT //VIRAL」（2017年10月、お台場ユナイテッドシネマ）

### 映画
- 明日やること ゴミ出し 愛想笑い 恋愛。(2010年)
- ソングドリーマーズ☆(2016年1月9日-)反町大介役[7]

### WEB
- YouTube/Showroom「モデちゃん」（2014年11月〜レギュラー出演メインMC）

### イベント
- 関西コレクション 2015A/W（2015年9月）
- 東京ゲームショウポップイRPGブース（2016年9月）

### 雑誌
- MEN'S NON-NO（2007年、集英社）

### 写真集
- 新選組リアン in KYOTO（2010年、日本テレビ放送網）

### CM
- LiVEMAX（2016年）
- エクシング「ポケメロJOYSOUND」（2009年10月 - 2010年3月）
- ドウシシャ「Bio Agro」（2010年）
- あいおいニッセイ同和損保　WEBムービー